# Rhagio elegans
Rhagio elegans är en tvåvingeart som beskrevs av Franz Paula von Schrank 1796. Rhagio elegans ingår i släktet Rhagio och familjen snäppflugor.
Artens utbredningsområde är Tyskland. Inga underarter finns listade i Catalogue of Life.